# Grivače
Grivače (znanstveno ime Clavulina) so rod gliv iz družine ježark (Hydnaceae).

## Značilnosti
Za grivače je značilno, da imajo obsežno razvejane koralaste trosnjake, bel trosni odtis. Veje trosnjaka so valjaste ali sploščene, na vrhu so lahko tope, koničaste ali grebenaste. Hife lahko imajo micelijske sponke ali pa ne, kar je pomemben dejavnik za natančno določevanje vrst. Trosni podstavki (bazidiji) nosijo po dva trosa in so valjasti do ozko kijasti, nosilca trosov (sterigmi) sta velika in močno zakrivljena ter spominjata na bikove rogove. Trosi so kroglasti ali široko elipsoidni, gladki in s tankimi stenami, vsak z po eno veliko oljno kapljico.

## Galerija slik
- modrikasta grivača 
(Clavulina amethystina)
- koralasta grivača
(Clavulina coralloides)
- Trosi
- bazidij z rogatima sterigmama
- micelijske zaponke

## Seznam grivač Slovenije[3]
- modrikasta grivača (Clavulina amethystina)
- siva grivača (Clavulina cinerea)
- koralasta grivača (Clavulina coralloides)
- brazdasta grivača (Clavulina rugosa)